# Isotropie transverse

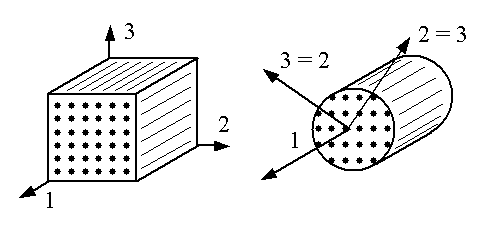
Représentation d'un matériau isotrope transverse

L'isotropie transverse caractérise un matériau dont les propriétés présentent une symétrie de rotation. Le matériau présente une direction « privilégiée », et les propriétés (mécaniques, thermique, diélectriques...) selon cette direction sont différentes des propriétés en fonction d'une direction perpendiculaire à elle. En revanche, elle sont constantes dans le plan normal à cette direction.

## Conséquences sur le tenseur d'élasticité
L'écriture de la loi de Hooke est simplifiée par cette propriété. En considérant qu'on a choisi (arbitrairement) de placer le repère tel que l'axe 1 (ou x) corresponde à la direction privilégiée du matériau, on a certaines relations entre les termes du tenseur des constantes élastiques. Les directions 2 et 3 (ou y et z) sont équivalentes, d'où : 
{\displaystyle c_{22}=c_{33}}
{\displaystyle c_{12}=c_{13}}
{\displaystyle c_{55}=c_{66}}
D'autre part, on a {\displaystyle c_{44}={\frac {C_{22}-C_{23}}{2}}}, conséquence de l'isotropie dans le plan. Le tenseur est donc entièrement caractérisé par 5 propriétés indépendantes.
{\displaystyle {\begin{bmatrix}\sigma _{1}\\\sigma _{2}\\\sigma _{3}\\\sigma _{4}\\\sigma _{5}\\\sigma _{6}\end{bmatrix}}\,=\,{\begin{bmatrix}C_{11}&C_{12}&C_{12}&0&0&0\\C_{12}&C_{22}&C_{23}&0&0&0\\C_{12}&C_{23}&C_{22}&0&0&0\\0&0&0&{\frac {C_{22}-C_{23}}{2}}&0&0\\0&0&0&0&C_{55}&0\\0&0&0&0&0&C_{55}\end{bmatrix}}{\begin{bmatrix}\varepsilon _{1}\\\varepsilon _{2}\\\varepsilon _{3}\\\varepsilon _{4}\\\varepsilon _{5}\\\varepsilon _{6}\end{bmatrix}}}

## Galerie

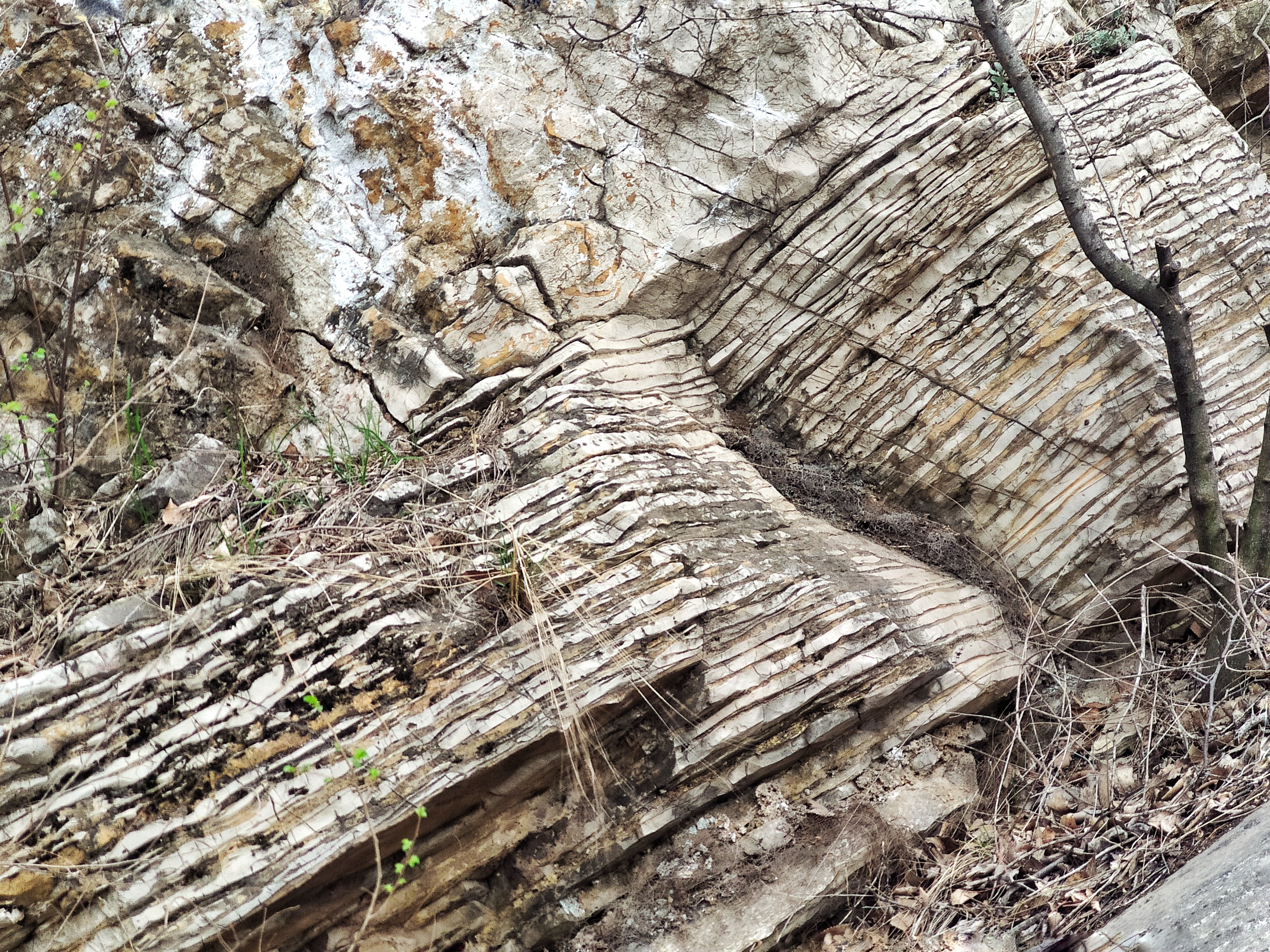
La structure feuilletée du schiste lui confère une isotropie transverse[2].
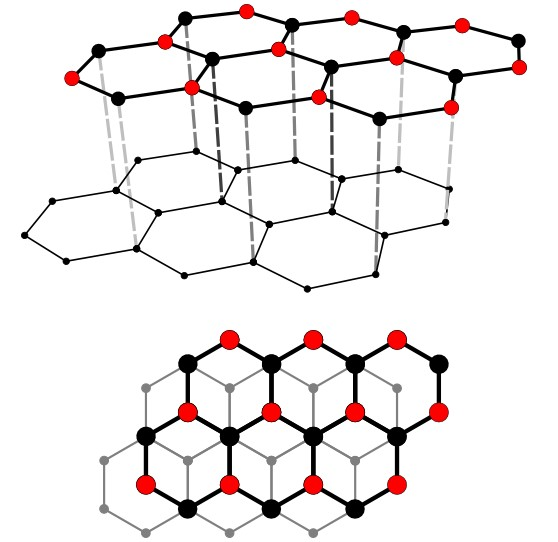
Structure cristalline du graphite
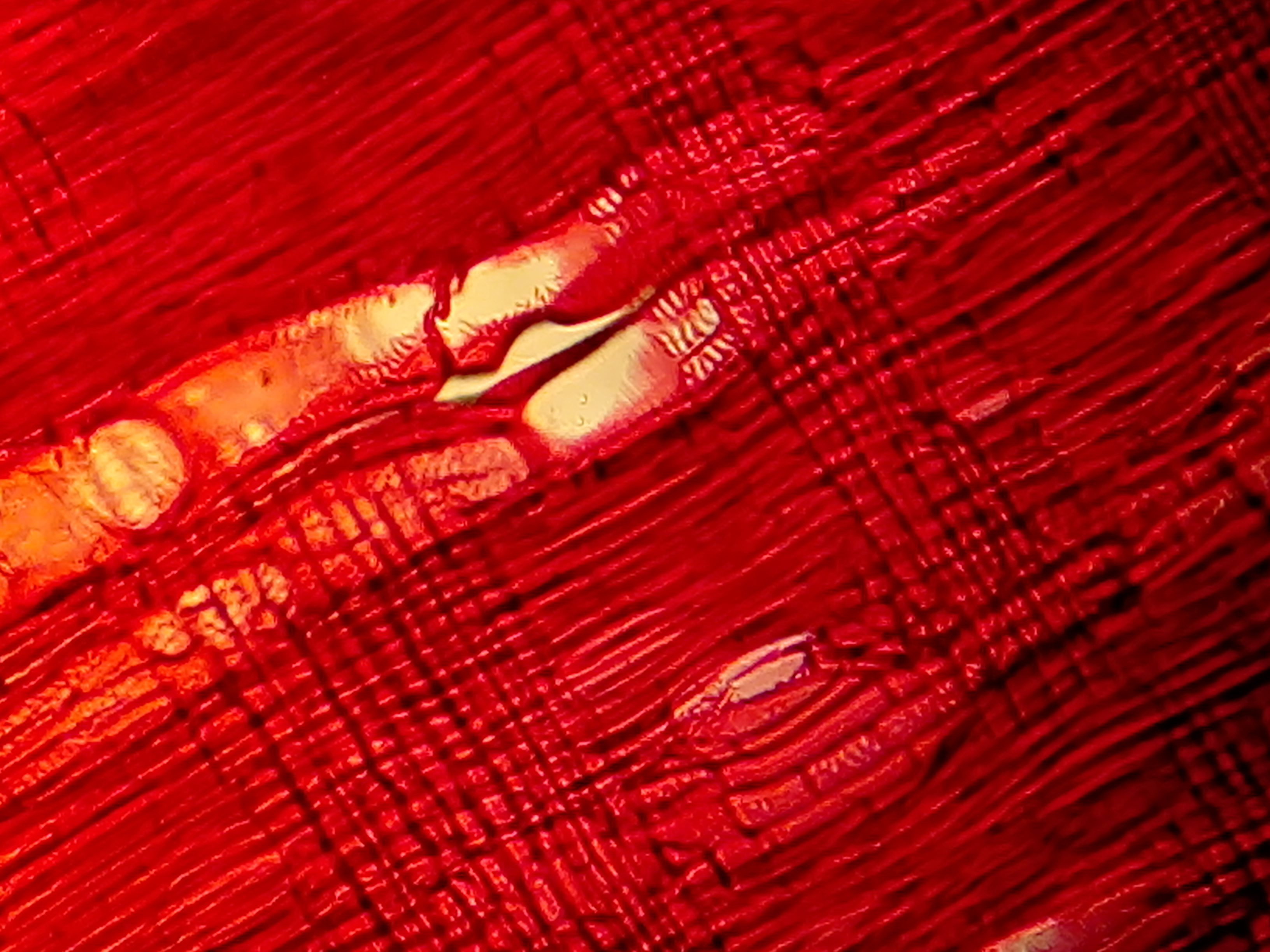
La structure mésoscopique du bois la donne une isotropie transverse approximative[3].
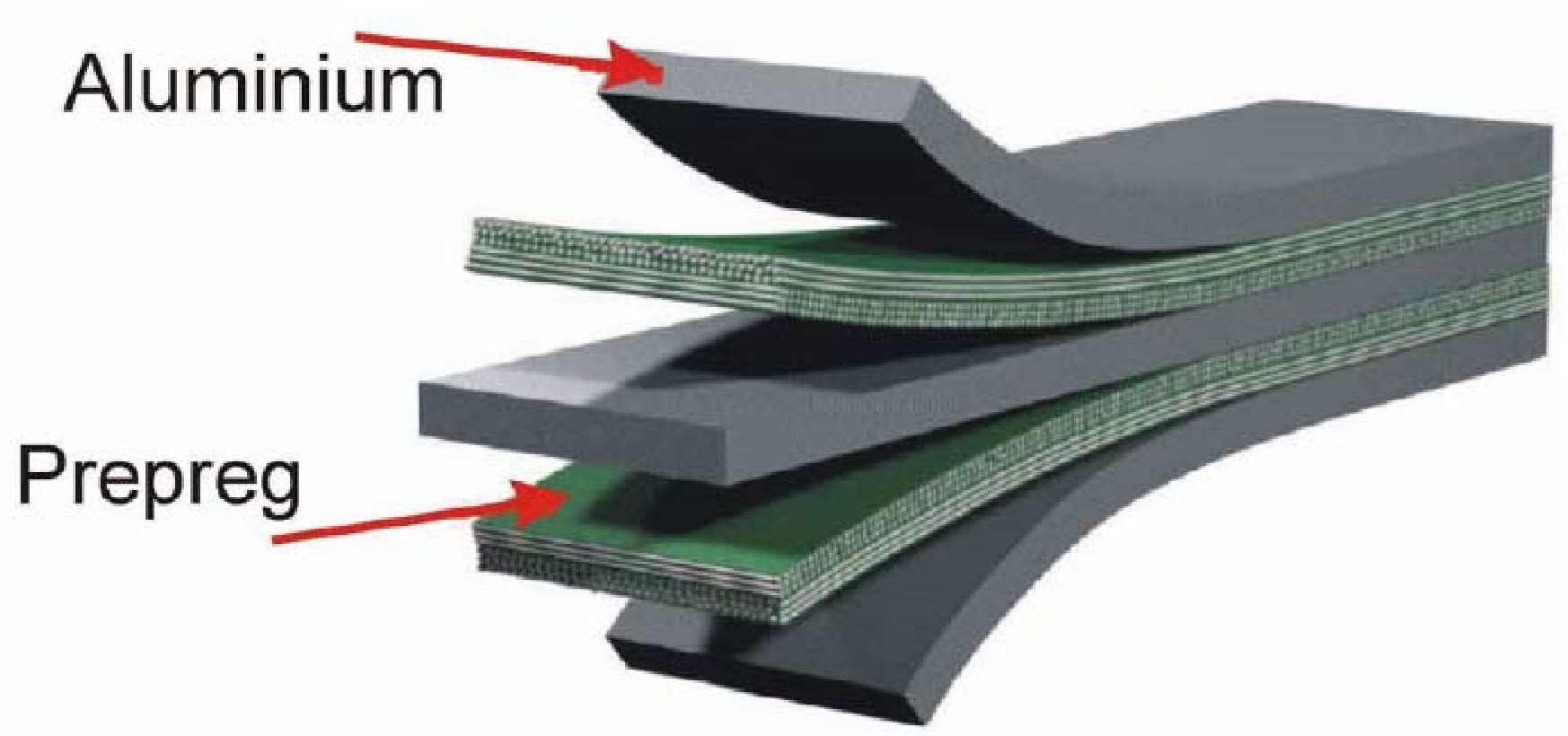
La glare est un matériau composite isotrope transverse utilisé en aéronautique[4].